# ايسوذورس
ايسوذورس أسمه بالميلاد (ناعوم) (مواليد 1867) ولد في سوريا من ابوين سوريان، هاجر مع خاله القمص اشعياء السريانى إلى مصر، الذي صار وكيل البطريركية الإسكندرية. تعلم ناعوم في مدرسة الاقباط الكبرى بالقاهرة، ثم عمل مدرسا بمدرسة الإسكندرية. في يناير 1885 ترهب في دير البرموس باسم افرام وكان له من العمر 18 سنة.
في سنة 1887 رسم شماسا بناء على طلب القمص عبد المسيح المسعودى، ثم رسم قسا بيد البابا كيرلس الخامس وعين في سكرتارية البابا، واسند اليه إدارة وقف دير البرموس فقام بحل المشاكل الخاصة بالوقف لمدة 10 سنوات. في سنة 1890 رقاه البابا كيرلس الخامس إلى درجة القمصية، واسند اليه رئاسة مدرسة الرهبان بالقاهرة.

## الأسقفية
في 17 أكتوبر 1897 رسمه البابا كيرلس الخامس اسقفا على دير البرموس باسم ايسوذورس وكان له من العمر 30 سنة. في 31 ديسمبر 1897 اصدر المجمع قرار بتجريد الانبا ايسوذورس، فاشترى منزلا بقرب الدار البطريركية بالازبكية واعد فيه كنيسة خاصة وقد كان له نشاط واسع في إصدار المجلات وتأليف الكتب. في أبريل 1941 تم الصلح اخيرا بين الانبا ايسوذورس والبابا يوأنس التاسع عشر على الا يباشر عملا كهنوتيا غير تقديس الاسرار.
كان معاصرا للأرشيدياكون حبيب جرجس صاحب مجلة الكرمة، والقس منسي يوحنا صاحب مجلة الفردوس، والقمص فيلوثاؤس إبراهيم.
في 19 يناير 1942 تنيح الانبا ايسوذورس وله من العمر 75 عام، ولما علم البابا يوأنس التاسع عشر بالخبر كتب نعيا بجريدة الاهرام يوم 20 يناير 1942 قال فيه " قداسة الانبا يؤانس البابا بطريرك الكرازة المرقسية ينعى بمزيد الاسف سعيد الذكر المتنيح الاسقف ايسوذورس وسيصلى على جثمانه بالكاتدرائية المرقسية الكبرى بالدرب الواسع الساعة الثالثة مساء ومنها لمدافن ابى سيفين بمصر القديمة "

## الخدمة
اهتم بالكتابة والدفاع عن كنيسته القبطية في كافة المجالات، حيث كتب في اللاهوت والطقوس والاسرار وتاريخ الكنيسة الجامعة وتاريخ بطاركة كرسي الإسكندرية وتعليم الدروس الدينية والرد علي الشبهات حول أيات الكتاب المقدس.

## كتب الأنبا ايسوذورس
قائمة كتب الأنبا ايسوذورس 

### كتب قبل تكريسه أسقفا (الراهب البرموسى)
- البينات الوافية والبراهين الثاقبة (1887) [6]
- مرآة الحقائق الجلية في حياة الكنيسة القبطية (1887) (ردا على كتاب احياء الكنيسة القبطية لفريد كامل)
- المرآة الجلية في تاريخ التوراة السبعينية وحسابات الكنيسة القبطية الاصلية الأرثوذكسية (1887)
- تعليم الدين باختصار (1887)
- مرشد العابد ودليل القاصد إلى وجوب العابد (1890)
- الخريدة النفيسة في تاريخ الكنيسة  (1892) [7] [8]
- مقالات مار افرام  (1892)
- النذير في الرد على البشير (1892)
- المطالب الدينية في الدروس الدينية (1894)
- البرهان القاطع في الرد على القبطى التابع (1894) [9]
- نظم الياقوت في سر الكهنوت  (1895)
- الروضة الزهية في المسامرات الدينية (1896)
- وسائل التيسير في علم التفسير (1897)
- حسن السلوك في تاريخ البطاركة والملوك (1897)

### كتب بعد تكريسه أسقفا
- الوضع الالهى في تأسيس الكنيسة (ترجمة عن الفرنسية لمؤلفه البطريرك كيرلس مقار)  (1925) [10]
- بلوغ المرام في ترجمة سمعان الخراز والانبا ابرام، اعجوبة نقل جبل المقطم  (1926)
- مشكاة الطلاب في حل مشكلات الكتاب [11]
- المطالب النظرية في المواضيع الالهية [12]
- رواية التجسد  (1931)  [13]
- بيان البهتان الموجود في كتاب شرح اصول الايمان للبروتستانت (1933) (ردا على كتاب شرح اصول الايمان للدكتور القس أندرواس واطسون والدكتور القس إبراهيم سعيد) [14]
- الجاسوس على البرهان المحسوس أو الدليل الملموس في ثبات الرهبنة ووجوب ترمل القسوس
- تنوير الاذهان بالبرهان إلى ما في عقائد الكنيسة الغربية من زيغان (1935)  [15]
- رد افتراء ذوى المراء (1936) (ردا على كتاب العشاء الربانى)  [16]
- الإخاء والسلم بين الدين والعلم  (1938) (ردا على كتاب هل من تناقض بين الدين والعلم للأستاذ طمسون وتعريب الاستاذ حبيب سعيد) [17]

### مجلة صهيون
أسس مجلة صهيون التي كانت تصدر شهريا لمدة 42 سنة من 1899 إلى 1941.